# Niceforonia peraccai
Niceforonia peraccai is een kikker uit de familie Strabomantidae en werd voor het eerst wetenschappelijk beschreven door Lynch in 1975. De soort komt voor op 3 locaties in Ecuador op hoogtes van 3000 tot 3500 meter boven het zeeniveau.